# BigBlueButton
BigBlueButton est un système de visioconférence développé pour la formation à distance. Il permet le partage de la voix et de l'image vidéo, de présentations avec ou sans tableau blanc, l'utilisation d'outils de clavardage publics et privés, le partage d'écran, la voix sur IP, des sondages en ligne, ainsi que l'utilisation de documents bureautiques.
Pour l'utilisateur, l’accès est possible avec n'importe quel navigateur internet sous n’importe quel système d’exploitation. Pour l'organisation qui offre le service, le logiciel BigBlueButton est gratuit et sous licence libre, et s’installe sur un serveur Ubuntu qu'il faut adapter au nombre de connexions attendues.
En France, depuis mai 2020, BigBlueButton est recommandé par la Direction interministérielle du numérique et du système d'information et de communication de l'État, pour les administrations publiques; le logiciel est intégré au socle interministériel de logiciels libres.
A l'été 2021, la Direction interministérielle du numérique annonce l'ouverture du service Webinaire de l'Etat, basé sur BigBlueButton, et ouvert à tous les agents de l'Etat.

## Fonctionnalités
L'écran est partagé en trois colonnes : 
- la première colonne affiche la liste des participants, ainsi que la liste des conversations privées ou publiques en cours ;
- la deuxième colonne affiche le contenu des conversations privées ou publiques (espace de clavardage ou de tchat). Tout participant peut écrire dans l'espace public, ou envoyer des messages à certains participants dans l'espace privé ;
- la troisième colonne comprend l'espace vidéo (avec les écrans de tous les participants qui ont activé leur caméra) et l'espace présentation (diapositives contrôlées par le ou la présentateur-rice, à qui le contrôle de la présentation est dévolu : passage de diapo, dessins, pointage, etc.)[5].

Les participants se répartissent en deux catégories :
- les utilisateurs (spectateurs dans des régions), qui peuvent discuter, activer ou couper leur micro, activer ou couper leur caméra, « lever » la main, et clavarder avec d'autres utilisateurs ;
- les modérateurs, qui ont accès aux mêmes fonctions et peuvent de plus mettre en sourdine d'autres utilisateurs, les bannir d'une séance, leur priver de : voir la caméra des autres utilisateurs, discuter en privé ou en public ..., ou leur donner le contrôle de la présentation.

Tout participant peut enregistrer la session (en format webm). Les modérateurs peuvent sous-titrer la présentation (en particulier pour une diffusion ultérieure). Les modérateurs peuvent lancer un sondage.

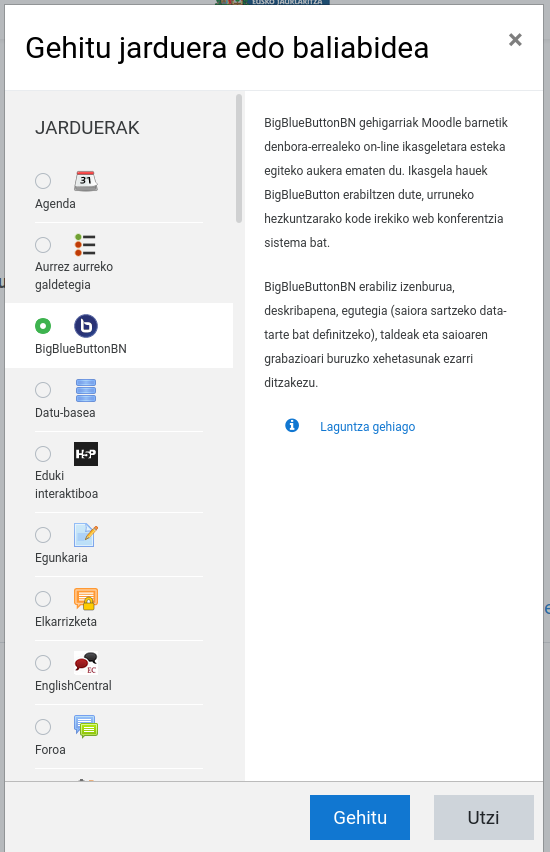
Possibilité d'intégrer BigBlueButton comme « activité » dans la plateforme pédagogique Moodle de manière native

## Caractéristiques
Le nom BigBlueButton (« Gros bouton bleu ») vient de la première idée des concepteurs selon laquelle une visioconférence sur le Web doit être aussi simple à démarrer qu'en appuyant sur un gros bouton bleu.
BigBlueButton est traduit dans 21 langues. Il est écrit en HTML5 et JavaScript, et livré sous licence libre GNU LGPL. L'installation recommandée demande un serveur sous Ubuntu 20.04 64-bit avec un noyau GNU/Linux 5.x, 16 Gio de mémoire vive, 8 cœurs, 500 Gio d'espace disque (50 Gio si l'enregistrement est désactivé), et au moins 250 Mbits/s de bande passante symétrique, mais il peut être également téléchargé comme conteneur (à l'aide de Docker sous GNU/Linux, Windows et MacOS).
Côté serveur, la bande passante recommandée pour le serveur est de 1 Gb/s, sachant que chaque connexion utilise entre 0,25 et 0,60 Mb/s selon la résolution choisie par les participants. Il est recommandé que le serveur possède au moins huit cœurs, 16 Go de RAM et 50 Go de stockage (hors enregistrements). Dans ces conditions, le logiciel peut recevoir jusqu'à 150 connexions simultanées.
Côté client, une connexion internet d'au moins 1Mb/s descendant et 0.5 Mb/s montant est recommandée. Les navigateurs Firefox, Chrome, Safari, Edge et Internet Explorer sont supportés, mais l'usage de Firefox ou Chrome est recommandé pour une meilleure qualité de son pour les connexions internet lentes.
BigBlueButton s'intègre « nativement » sur les plateformes pédagogiques Moodle (dont il est l'une des 10 extensions les plus téléchargées) et Sakai, ainsi que sur de nombreux autres systèmes de gestion de contenu (Atuto, Canva, Chamil, Drupal, Docebo, Fedena, Foswiki, Jenzabar, LTI, RedMine, Schoology, SmartClass, Tiki Wiki CMS, WordPress).
Le projet s'appuie en 2020 sur une communauté d'environ 2 500 membres, anglophone, francophone et hispanophone.

## Histoire
Le projet est lancé en 2007 par Richard Alam à l'Université Carleton (sous le nom Blindside). En 2009, Richard Alam, Denis Zgonjanin et Fred Dixon téléversent le code source sur Google Code et créent parallèlement Blindside Networks, selon le traditionnel modèle économique des logiciels open source.
En 2010, un tableau blanc est ajouté et on peut annoter la présentation. Jeremy Thomerson ajoute une interface de programmation d'application (API) que la communauté BigBlueButton utilise ensuite pour s'intégrer à Sakai, WordPress, Moodle 1.9,, Moodle 2.0, Joomla,  Redmine, Drupal, Tiki Wiki CMS Groupware, Foswiki, et LAMS. Google sélectionne BigBlueButton dans le programme Google Summer of Code 2010. Le code source est déplacé sur GitHub et une fondation BigBlueButton indépendante à but non lucratif est envisagée pour superviser les développements futurs.
En 2011, des capacités d'enregistrement sont ajoutées.
En 2019, le projet évolue vers le HTML5 en totalité.
La version 2.5.0, disponible en 2022 après 6 mois de développements, a bénéficié de contributions d'agents de l'Université de Paderborn, ainsi que de financements de l'association ZKI-Verein et du Ministère de l'éducation nationale dans le cadre du projet apps.education.fr.

### Historique des versions
Version 2.2 – Lancée en novembre 2019, la version 2.2 est entièrement remaniée pour le HTML5.
Version 2.0 – Lancée en mars 2019, la version 2.0 propose un module en HTML5 grâce auquel FlashPlayer n'est plus nécessaire.
Version 1.0 – La version 1.0-beta de 2015 améliore l'interactivité entre les apprenants et les enseignants. Les développeurs basculent vers une gestion sémantique des versions.
Version 0.9.1 – La version 0.9.1 permet l'utilisation de WebRTC pour la partie audio dans Chrome et Firefox, l'auto-vérification de la partie audio lors de la connexion du microphone, la possibilité de joindre une conférence sans microphone, la disponibilité d'un bouton de démarrage et d'arrêt de l'enregistrement, la possibilité d'utiliser la version 14.04 64 bits d'Ubuntu.
Version 0.81 – Amélioration de la stabilité – Enregistrement – Gestionnaire de fenêtre – Outils pour annoter la présentation – Accessibilité pour les lecteurs – Nouvelle version de l'API interne – Support de LTI (IMS Learning Tools Interoperability) – Utilisation de l'API Mozilla Persona – Support de LibreOffice 4.0 – Mise à jour des composants utilisés (red5 à la version 1.0.2, FreeSWITCH à la version 1.5.x  et grails à la version 1.3.6).

## Usage et accueil
La pandémie de Covid-19 en 2019-2020 a donné une impulsion inédite à la diffusion de BBB.
En mai 2020, le gouvernement français préconise l'utilisation de BBB pour les administrations publiques et en particulier les établissements d'enseignement.
En mai 2020, la société Octopuce atteste un fonctionnement nominal avec 143 connexions simultanées.